# 二宮尊徳
二宮 尊徳（にのみや そんとく）は、江戸時代後期の経世家、農政家、思想家である。自筆文書では金治郎（きんじろう）と署名している例が多いが、一般には「金次郎」と表記されることが多い。また、諱の「尊徳」は正確には「たかのり」と読むが、「そんとく」という読みで定着している。
経世済民を目指して報徳思想を唱え、報徳仕法と呼ばれる農村復興政策を指導した。

## 生涯
相模国足柄上郡栢山村（現在の神奈川県小田原市栢山（））に、百姓二宮利右衛門 の長男として生まれる。母は曽我別所村・川久保太兵衛の娘・好（よし）。尊徳の弟には二宮三郎左衛門の養子・友吉（常五郎）と富治郎がいる。
尊徳は、まず堀之内村の中島弥三右衛門の娘・きの（キノ）を妻とするが、離縁。次いで20歳若いが貞淑温良な飯泉村の岡田峯右衛門の娘・なみ（波子）を娶った。後者は賢夫人と称される。子息は、きのとの間に長男の徳太郎がいたが夭折しており、なみとの間に、嫡男の尊行（弥太郎）、長女ふみ（富田高慶室）をもうける。

### 幼少時代

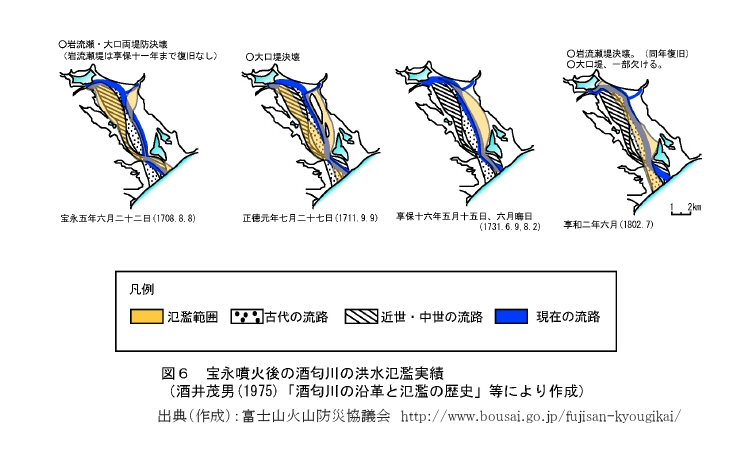
宝永噴火後の酒匂川の洪水氾濫実績図（出典：富士山防災協議会）。富士山噴火によって降り積もった火山灰により、金治郎の故郷はじめ足柄平野は水害に苛まれていた

当時の栢山村は小田原藩領であった。父利右衛門は、養父銀右衛門から13石の田畑と邸を受け継いでおり、当初は豊かだったが散財を重ねていた。そこに、金治郎が5歳の時の寛政3年（1791年）8月5日、南関東を襲った暴風で、付近を流れる酒匂川の坂口の堤が決壊し、金治郎の住む東栢山一帯が濁流に押し流されてしまった。その影響で父の田畑は砂礫と化し、家も流失した。開墾に従事して田畑は数年で復旧したが、借財を抱えて家計は貧する。金治郎出生より80年ほど前の1707年（宝永4年）、富士山の宝永大噴火により相模国は火山灰に覆われ、わけても酒匂川流域の足柄平野は降雨のたびに火山泥流に見舞われていた。以降、数十年に渡り酒匂川の河道は安定せず、水害と田畑の荒廃は幼少期の金治郎とその家族を苛んでいた。
寛政9年（1797年）、父が眼病を患う。金治郎12歳の時、酒匂川堤防工事の夫役を父に代わって務めるが、年少ゆえ働きが足りないと憂い、自ら夜に草鞋を作って配布して献じた。この頃、寺に入れられていた弟友吉が耐え切れずに寺から戻った。寛政12年（1800年）、父の病気が悪化し、9月に没する。母よしが働くために前年生まれた富治郎を人の家に預けるが、乳張りがひどくて家に戻す。14歳の金治郎が朝は早起きして久野山に薪とり、夜は草鞋作りをして、一家4人の生計を立てた。
享和2年（1802年）、貧困の中で母が亡くなった。まだ幼い2人の弟は母の実家川久保家に預け、金治郎は祖父（伯父）萬兵衛の家に身を寄せることとなった。しかしこの年にまた酒匂川が氾濫し、金治郎の土地は水害に襲われてすべて流失してしまった。
金治郎は本家・祖父の家で農業に励み、身を粉にして働いたが、ケチな萬兵衛は金治郎が夜に読書をするのを「燈油の無駄遣い」として嫌い、しばしば口汚く罵られた。そこで金治郎は策を講じ、堤防にアブラナを植え、それで菜種油を取って燈油とした。また、田植えの際に余って捨てられた苗を用水堀に植えて、米一俵の収穫を得た。
文化元年（1804年）、萬兵衛の家を離れ、同村の親族・岡部伊助方に寄宿。この年に余耕の五俵を得て、翌年は親戚で名主の二宮七左衛門方に寄宿。さらにここで余耕の20俵を得て、文化3年（1806年）に家に戻り、20歳で生家の再興に着手する。家を修復し、質入田地の一部を買い戻し、田畑を小作に出すなどして収入の増加を図った。しかし他方で、弟の富治郎はこの頃に亡くなった。
生家の再興に成功すると、金治郎は地主・農園経営を行いながら自身は小田原に出て、武家奉公人としても働いた。また、この頃までに、身長が6尺（約180センチ強）を超えていたという伝承もある。体重は94kg あったと言われている。小田原藩士の岩瀬佐兵衛、槙島総右衛門らに仕えた。

### 青年時代
文化5年（1808年）、母の実家川久保家が貧窮するとこれを資金援助し、翌年には二宮総本家伊右衛門跡の再興を宣言し、基金を立ち上げた。その頃、小田原藩で1,200石取の家老をしている服部十郎兵衛が、親族の助言により、金治郎に服部家の家政の建て直しを依頼した。金次郎は五年計画の節約でこれを救うことを約束し、文化11年（1814年）に服部家の財務を整理して千両の負債を償却し、余剰金300両を贈ったが、自らは一銭の報酬も受け取らなかった。この評判によって小田原藩内で名前が知られるようになった。
文化13年（1816年）、前年に家に戻った友吉（常五郎）を萬兵衛の長男・三郎左衛門の養子とし、自らも最初の妻を娶った。文政元年（1818年）、藩主大久保忠真が孝子節婦奇特者の表彰を行った時に、その中に金治郎の名もあった。
文政2年（1819年）、生まれたばかりの長男が夭折。家風に合わぬという口実で妻きのが離別を申し出たので、離縁した。翌年、34歳の金治郎は16歳のなみと再婚した。同年、忠真公が民間の建議を求めた際に、金治郎は貢米領収桝の改正を建言。これが採用されて斗量を改正した。また小田原藩士のための低利助貸法及び五常講を起こした。
文政4年（1821年）、二度目の伊勢詣でから戻った金治郎は、小田原藩主大久保家の分家・宇津家の旗本知行所であった下野国芳賀郡桜町 が荒廃しているということで、その再興救済を藩主より命じられた。文政6年（1823年）、金次郎は名主役柄・高5石二人扶持の待遇、移動料米50俵・仕度料米200俵50金を給されて、桜町に移住して再建に着手した。
文政9年（1826年）には宇津家家臣・横山周平が同役勤番となって江戸に行ったため、金次郎が組頭格に昇進して桜町主席となった。再建は村民の抵抗にあって難航していたが、天保2年（1831年）には正米426俵を納める成果を上げるに至り、同5年には1,330俵を返納し、同7年には封地4,000石租900石の所を実収3,000石にまで増やしたので、分度（支出の限度）を2,000石に定めて再建を成し遂げた。その方法は報徳仕法として他の範となる。但しこれらの復興政策は必ずしも上手く行ったというわけではなく、村人らに反感を持たれ、上司である豊田正作に妨害されたときは突然行方不明になった。間もなく成田山で断食修業していることが判明し、修業を終えて戻ると村人らの反感もなくなっていたという。

### 晩年
天保3年（1832年）には桜町より三里先の常陸国真壁郡青木村の旗本川副勝三郎より依頼を受けて伝授。天保4年（1833年）から天保7年（1837年）にかけて天保の大飢饉が関東に被害をもたらす。天保5年（1834年）には谷田部細川家の家政を中村玄順を介して改善。天保7年（1836年）には下野烏山藩（藩主は大久保忠保）の財政再建を委ねられ、窮民の緊急救済から着手し、ついで荒地の開墾事業に取り組んだ。
天保7年（1836年）、重病の忠真公により小田原に呼ばれ、功績を賞されると共に、飢饉にある小田原の救済を命じられる。駿河・相模・伊豆の三州の救済は緊急を要するということで金千両を与えられる。金次郎は小田原家臣と協議し、蔵米を放出して村々を救急。

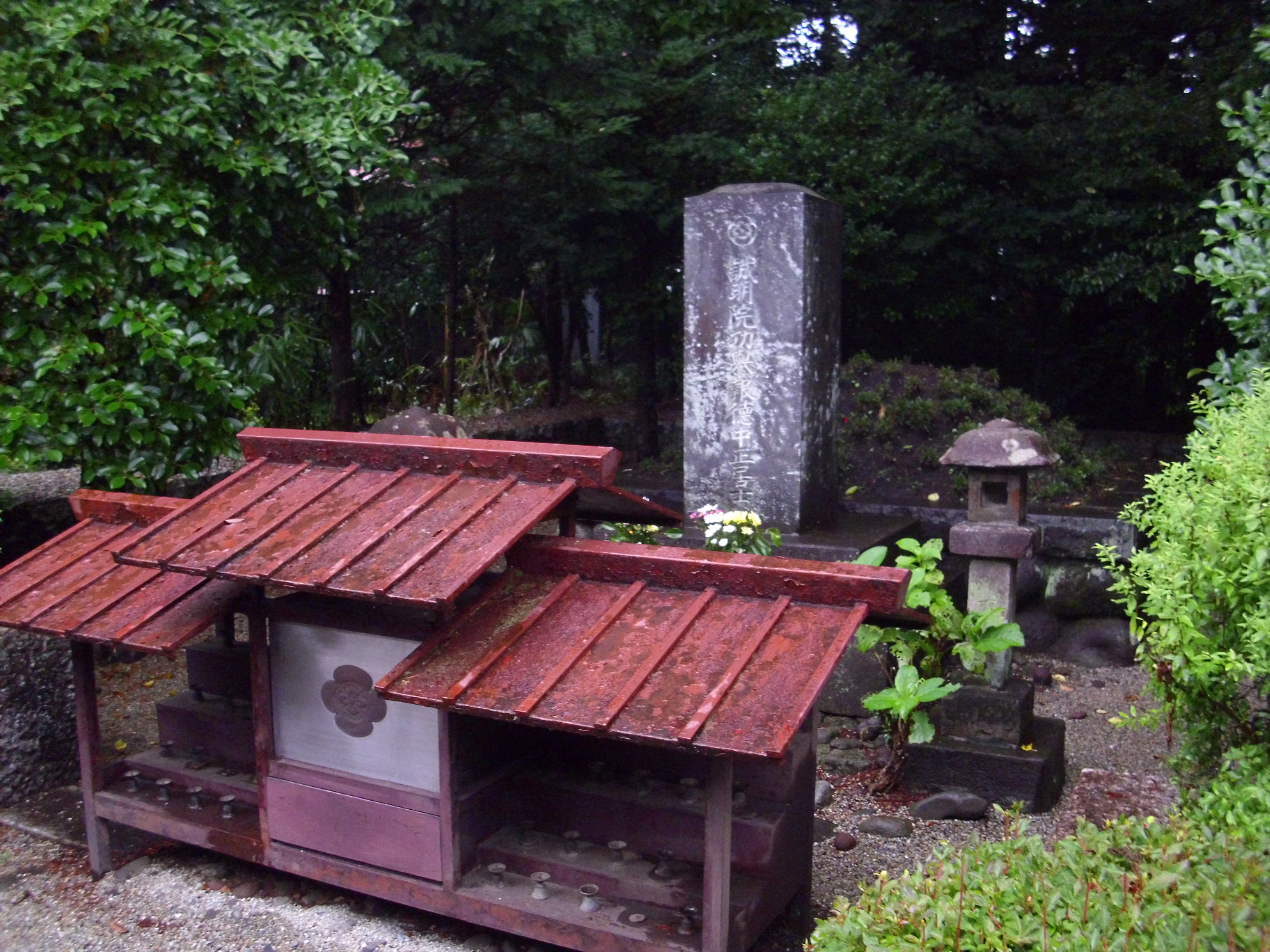
儒式の尊徳墓（日光市今市の報徳二宮神社）

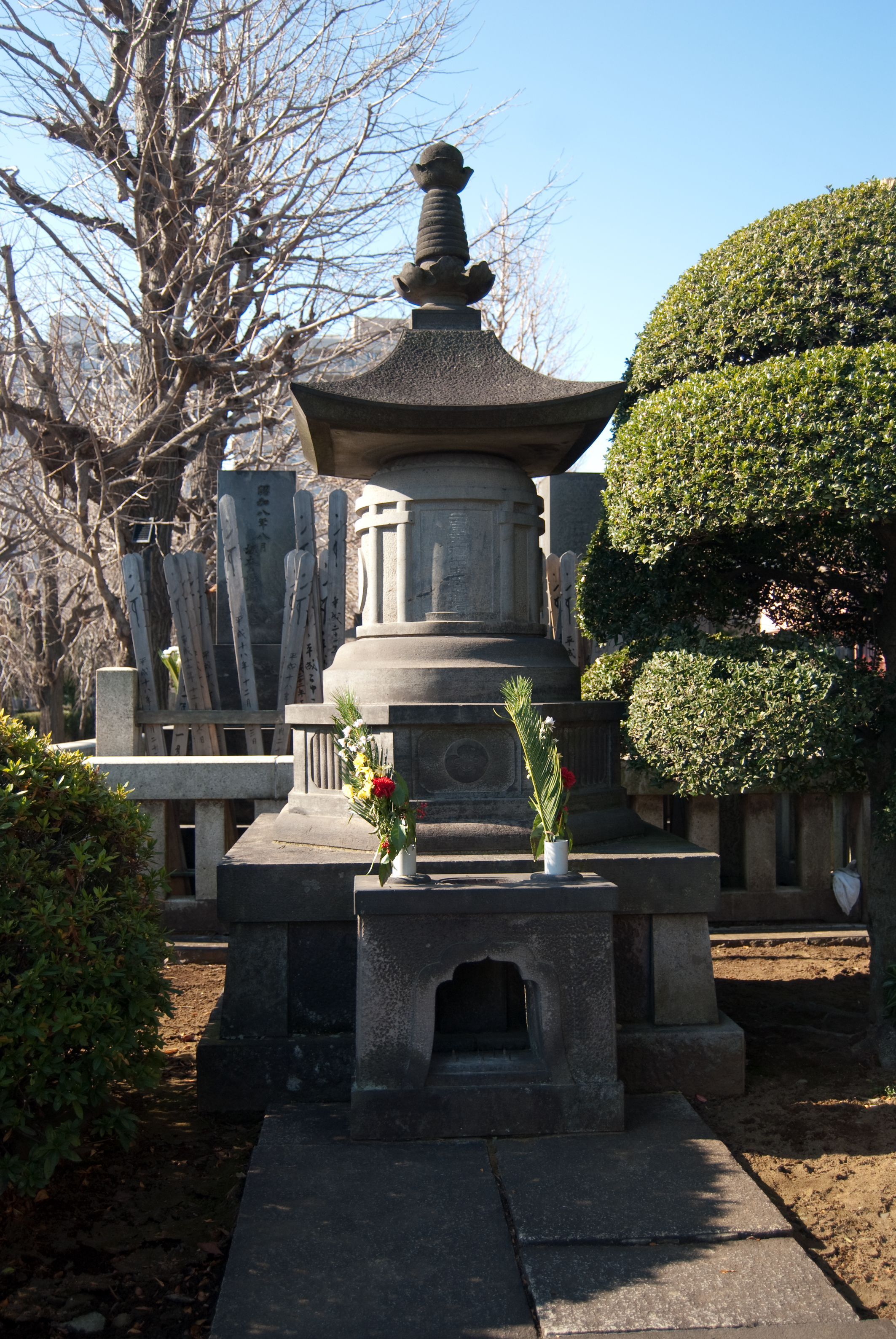
尊徳墓（東京都文京区の吉祥寺）

天保9年（1838年）、石川氏の下館の所領1万3,000石が三分の一に減収していたのを復興し、3万金の借金を償却して、分度外の余剰500俵を出す。天保11年（1840年）、伊豆の代官江川氏の招きを受けて、田方郡多田弥次右衛門家を再興。
天保13年（1842年）、幕府に召し抱えられ、普請役格となって印旛沼開拓・利根川利水について二件の提案を行ったが、結局、それは採用されなかった。翌年、幕府直轄領（天領）下総大生郷村の仕法を命じられ、弘化元年（1844年）には日光山領の仕法を命じられる。翌年、下野真岡の代官山内氏の属吏となって、真岡に移住。日光神領を回って日光奉行の配下で仕法を施していたが、3度目の病を発し、安政3年（1856年）下野国今市村（現在の栃木県日光市）の報徳役所にて没した。享年70。
戒名は誠明院巧誉報徳中正居士。明治24年（1891年）11月16日に従四位が追贈されている。墓は東京都文京区の諏訪山吉祥寺。

## 逸話
尊徳に関しては多くの逸話が残っている。事実かどうか確認できないものも多いが、伝記などに多く記述される代表的な逸話には次のようなものがある。これらの逸話の多くは、弟子の富田高慶が著した尊徳の伝記『報徳記』を由来とする。ただし、尊徳自身は幼少期の頃について全く語らなかったため、高慶は村人から聞いた話を記したに過ぎず、これらの逸話については高慶自身も信憑性は保証できないとしている。

### 小田原時代
- 一斗枡を改良し、藩内で統一規格化させた。役人が不正な枡を使って量をごまかし、差分を横領していたのをこれで防いだ。
- 倹約を奨励し、かまど番から余った薪を金を払って買い戻した。

### 桜町時代
- ナスを食べたところ、まだ夏の前なのに秋のナスの味がしたことから、その年は冷夏になることを予測。村人たちに指示して冷害に強いヒエを大量に植えさせた。尊徳が予測した通りその年は冷夏となり、天保の大飢饉が発生したが、桜町ではヒエの蓄えが十分にあったおかげで餓死者が出なかったばかりか、余分のヒエを周辺の村々にも分け与えることができたという[注釈 3]。
- 開墾して間もない田畑は、既存の田畑と比べて租税負担が軽いことに注目し、新しい田畑の開墾を積極的に奨励した[注釈 4]。
- 村人たちの開墾作業を見回っていた時、一人の男が他の村人の何倍も激しい勢いで仕事をしている様子を見て、「そのような勢いで一日中働き続けられるはずがない。お前は他人が見ている時だけ一生懸命に働く振りをして、陰では怠けているに違いない」と怒鳴り、村人たちの前で男の不正を厳しく叱ったという。
- その一方で、年老いて無力ながらも陰日向なく真面目に働き、他の村人たちがやろうとしない木の切り株を掘り起こす面倒な作業を毎日地道に続けてきた出稼ぎの老人に対しては、開墾に邪魔な木の切り株を彼が全部取り除いてくれたおかげで他の村人たちの作業が容易になり開墾がはかどったという理由から、通常の賃金のほかに慰労金として15両もの大金を与えたという。
- 成田山に引きこもっていた際、そこで出会った老婆に教えられ、小谷三志と出会い、「農民や役人が自分に従わないと仕事をはじめないと思っておられるようですが、いちばん大切なのは復興なのでは？」との小谷の言葉で、まず役人と村人を改心させようとした自分の完全主義に無理があると悟り、説得より復興作業をまず開始しようと決心して、桜町に帰ったという[6]。

## 評価
- 勝海舟 「二宮尊徳には一度会ったが、至って正直な人だったよ。全体あんな時勢には、あんな人物が沢山出来るものだ。時勢が人を作る例はおれはたしかにみたよ」[7]

## 子孫
- 二宮尊行 - 二男。通称、弥太郎。文政4年（1821年）生まれ。尊徳の長男・徳太郎が生後まもなく没したため、嫡男となる。尊徳没後も御普請役の命を受け、遺志を受け継ぎ日光山領89村の仕法を推進した。嘉永5年（1852年）4月、近江大溝藩士・三宅頼母の娘・鉸子（こうこ）と下野国東郷陣屋で結婚する。慶応4年（1868年）6月、戊辰戦争の戦火が今市に及び母、妻子と陸奥相馬中村藩領内に移った。これにより日光山領の仕法は打ち切られた。明治4年（1871年）、尊徳夫人（歌子）と尊行没する。
  - 二宮尊親 - 尊行の長男。通称は金之丞、金一郎。安政2年（1855年）11月16日生まれ。明治4年（1871年）、父の後を継ぎ家禄700石を給される。明治10年（1877年）、報徳農法を民間で実践する為、富田高慶を社長に興復社が設立され、副社長に斎藤高行が就任するが間もなく尊親が就任した。富田高慶が没すると社長に就任し、新天地にて実践することを求め、明治29年（1896年）に社員と探検隊を組織し、開墾に適した土地を探して周り、ウシシュベツ原野を発見した。明治30年（1897年）、第1期移住民75名とともに北海道豊頃村（現在の豊頃町茂岩地区）に移住し二宮農場として豊頃村牛首別（ウシシュベツ）原野を10年で840haも開墾し、宅地や防風林等も含めて興復農場は1,345haにも及ぶ大農場となった。またこの間、母の鉸子は尊親の子・徳（とく）を札幌に居を構えて養育した。明治40年（1907年）、開拓が一段落した為、再び相馬に来住し、妻は報徳婦人会会長となり、尊親は中村城三の丸跡にある相馬家事務所に執事として勤め、「報恩全集」の編纂をした。その後、銀行の取締役、大正6年福島県立薫陶園園長、大正8年（1919年）には報徳学園2代目校長に就任した。
    - 二宮四郎 - 尊親の四男。太平洋戦争後に富士山麓に「富士豊茂開拓農業協同組合」を発足させた。

  - 富田高英 - 尊行の二男。通称、延之助。安政5年（1858年）生まれ。富田高慶の娘と結婚し高慶の養子となる。娘は、相馬家に嫁いでいる。
- 二宮精三 - 尊徳の玄孫。

## 門人
- 富田高慶 - 陸奥相馬中村藩士・齋藤（富田）嘉隆の次男。相馬中村藩士。通称は久助。弘道任斎と号する。尊徳の娘婿。文化11年（1814年）生まれ。藩世継の相馬充胤の近侍となるが藩復興の志のもと江戸に出る。天保10年（1839年）6月1日、入門。4大門人の1人で、報徳仕法を支えた。尊徳の片腕として活躍し、嘉永5年（1852年）に尊徳の娘・文子と結婚するが、翌年出産で帰った実家にて母子ともに亡くなった。日光仕法、相馬仕法に従事した。相馬仕法は尊徳の代理として、弘化2年（1845年）から廃藩置県まで領内226村のうち101村を対象に行い成果を得た。維新時、尊行一家とともに相馬に移住した。明治2年（1869年）、相馬中村藩家老上席および政治総裁となった。廃藩置県後は、明治10年（1877年）に興復社を設立し社長となった。また、尊徳没後「報徳記」「報徳論」を著した。明治23年（1890年）、77歳で没する。二宮尊行の次男高英を婿養子とした。
- 大友亀太郎 - 旧幕府下で札幌村の開拓を指導。札幌開拓の始祖と呼ばれた。
- 岡田良一郎 - 4大門人の1人。
- 斎藤高行 - 4大門人の1人。富田高慶の甥。久米之助。弘化2年（1845年）、入門。相馬仕法の後半を高慶に代わって指導した。晩年、大原村（南相馬市原町）に隠棲し大原山人と号した。明治27年（1894年）6月、76歳で中村にて没した。
- 福住正兄 - 弘化2年（1845年）に入門。
- 新妻助惣
- 志賀直道 - 志賀直哉の祖父。

## 崇敬・記念

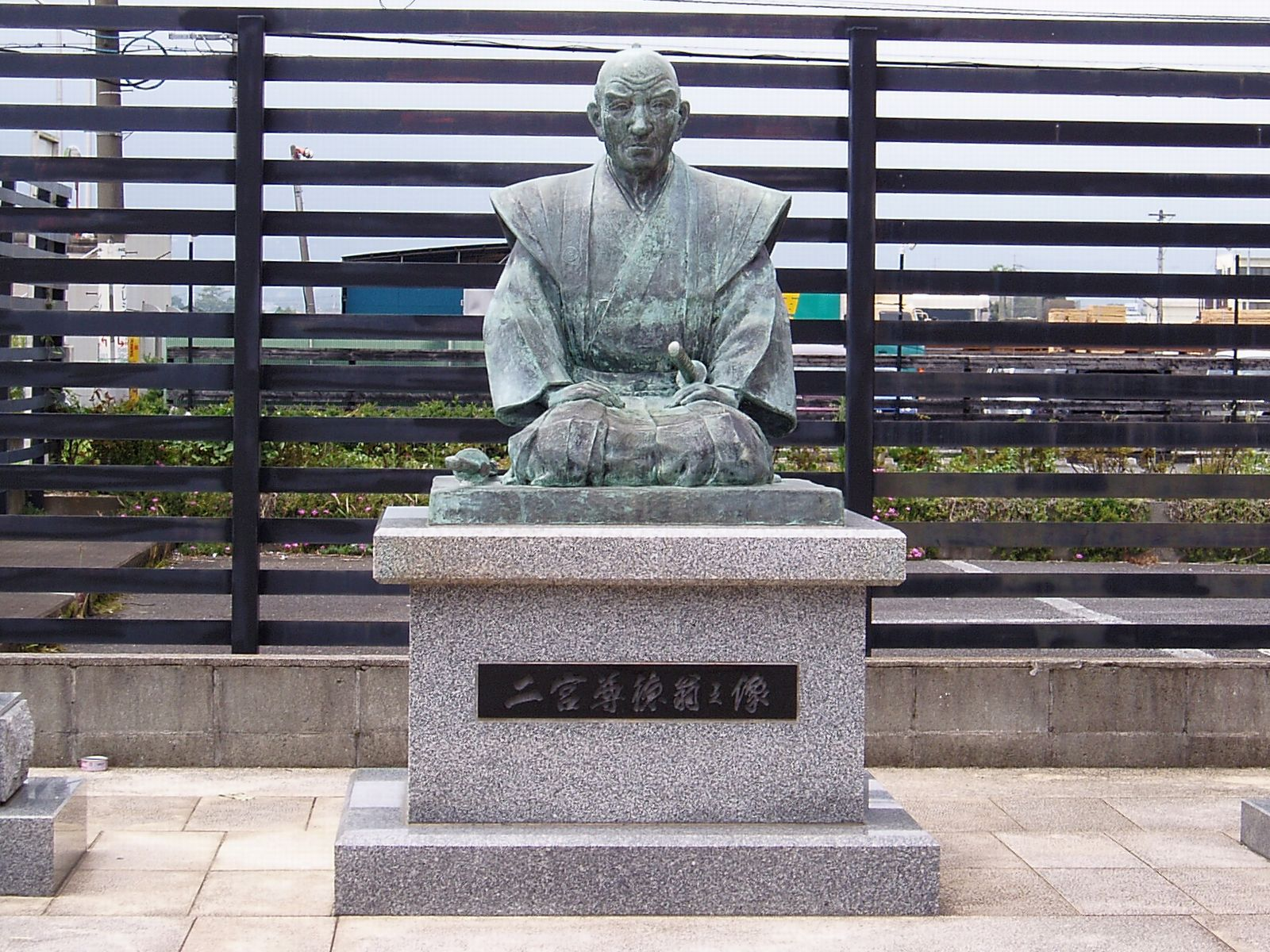
二宮尊徳の像（小田原市西大友）

### 神社
尊徳をまつる二宮神社が、生地の小田原（報徳二宮神社）、終焉の地・今市（報徳二宮神社）、仕法の地・栃木県真岡市（桜町二宮神社）などにある。
報徳二宮神社の尊徳像には「経済なき道徳は戯言であり、道徳なき経済は犯罪である」という言葉が掲げられている。

### 尊徳・金治郎像

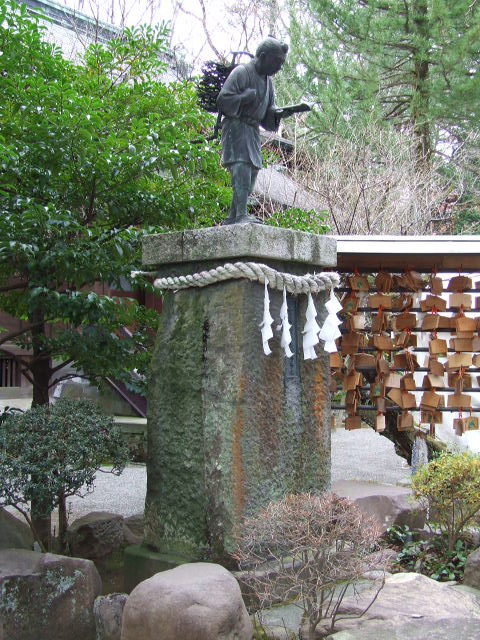
報徳二宮神社の二宮金治郎像

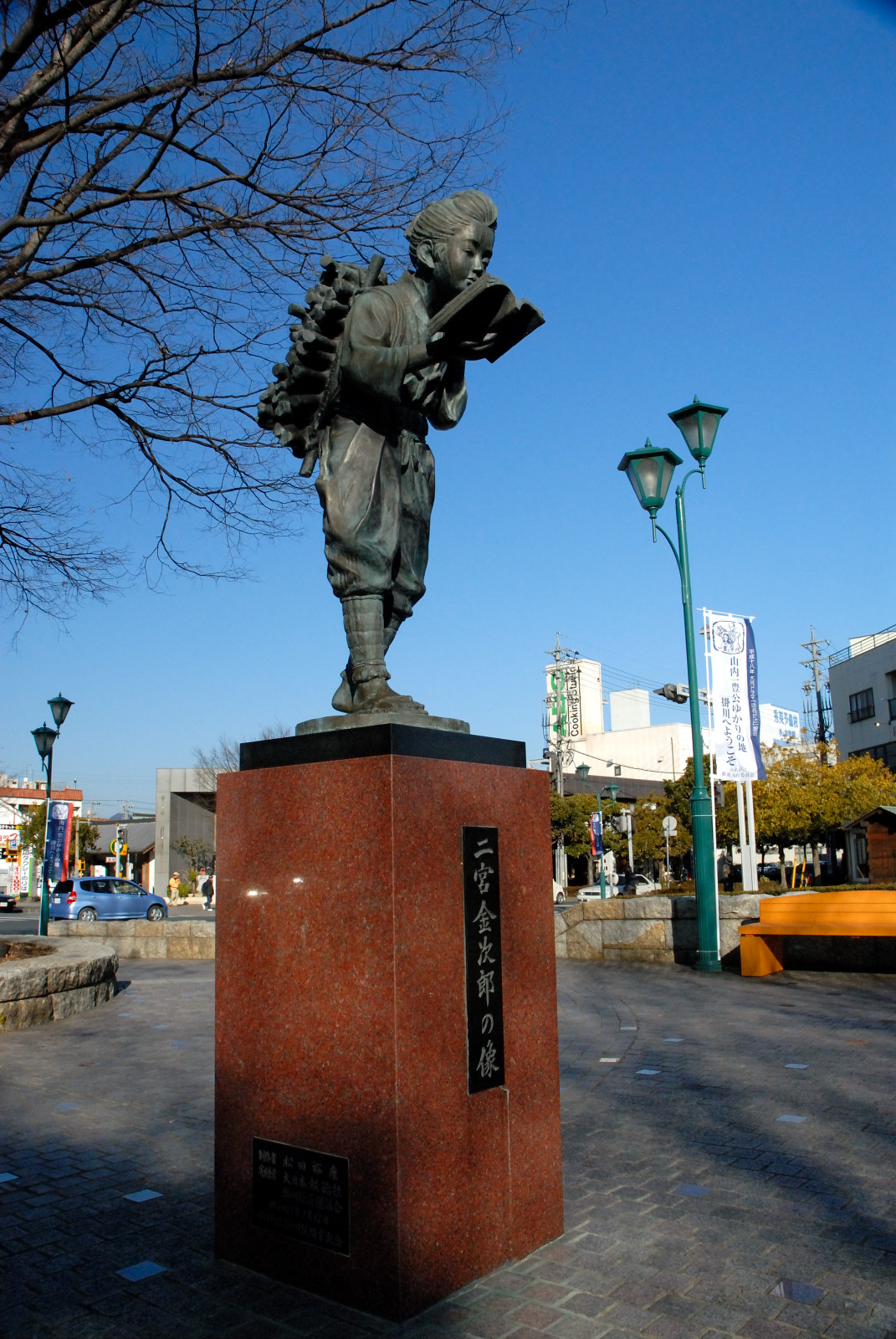
掛川駅北口の『二宮金治郎の像』。岡崎雪聲の『二宮金次郎像』を3倍に拡大した像である。大日本報徳社が設置され報徳思想の中心地となった掛川市のシンボルとして建立された

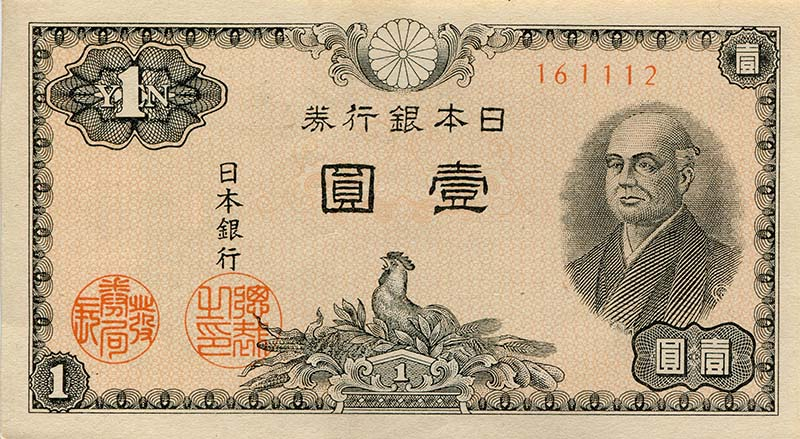
日本銀行券A1円券(有効券)

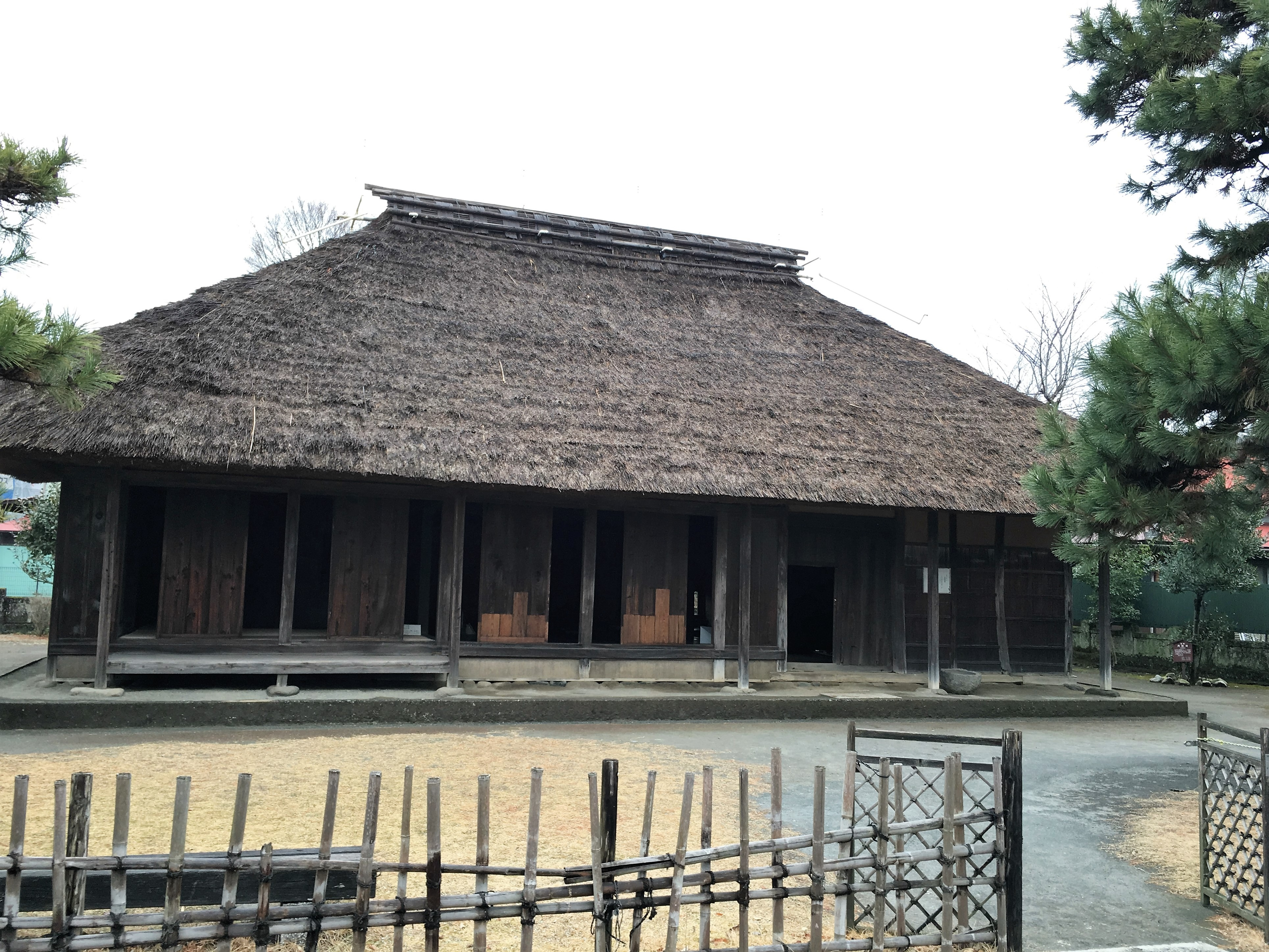
二宮尊徳生家

各地の小学校などに多く建てられた、薪を背負いながら本を読んで歩く姿（「負薪読書図」と呼ばれる）に関する記述は、明治14年（1881年）発行の『報徳記』が初出である。そこには「大学の書を懐にして、途中歩みなから是を誦し、少も怠らず。」とある。この「書を懐にして」を、「懐中」か「胸の前で持って」と解釈するかは判断に迷うところだが、金治郎像では後者で解釈されている。ただし先述のように『報徳記』の尊徳幼少期の記述は信憑性が薄く、このような姿で実際に歩いていたという事実があったかは疑問が残る。
『報徳記』を基にした幸田露伴著の『二宮尊徳翁』（1891年10月）の挿絵（小林永興画）で、はじめて「負薪読書図」の挿絵が使われた。ただし、これ以前から既にこの図様に近い少年像は存在していた。金治郎の肖像画のルーツは中国の「朱買臣図」にあり、これが狩野派に伝統的な画題として代々伝わり、その末裔の永興もこれを参考にしたと想定される。確認されている最初のこの姿の像は、明治43年（1910年）に岡崎雪聲が東京彫工会に出品した『二宮金次郎像』である。明治37年（1904年）以降、国定教科書に修身の象徴として尊徳が取り上げられるようになった。小学唱歌にも『二宮金次郎』という曲がある。しかし、修身国定教科書には金治郎の逸話は取り上げられたものの、「負薪読書図」は一度も掲載されていない。
「負薪読書図」が広まったのは売薬版画や引札、子供向けの伝記類による。
これらの学校教育や、地方自治における国家の指導に「金治郎」が利用された経緯には、尊徳の実践した自助的な農政をモデルとして、自主的に国家に献身・奉公する国民の育成を目的とした統合政策の展開があった。この「金治郎」の政治利用は、山縣有朋を中心とする人脈によって行われていた。特に平田東助・岡田良平・一木喜徳郎らによる指導が大きかった。
小学校の校庭などに見られる「金治郎像」は、彼らの政策によって展開された社会環境を前提として、国家の政策論理に同調することで営業活動を行った石材業者や石工らによって普及したとされる。小学校に建てられた「金治郎像」で最古のものは、大正13年（1924年）、愛知県前芝村立前芝高等尋常小学校（現豊橋市立前芝小学校）に建てられたものである。その後、昭和初期に地元民や卒業生の寄付によって各地の小学校に像が多く建てられた。立像の大きさは1メートルとされ、子供たちに1メートルの長さを実感させるのに一役買ったともいわれる。実際のところは、立像はきっかり1メートルではないことが多い。これは、昭和15年（1940年）頃に量産された特定の像に関する逸話が一人歩きしたものと考えられる。
この像が戦後、GHQの指令により廃棄されたといわれることがあるが、二宮尊徳が占領下の昭和21年（1946年）に日本銀行券（1円券）の肖像画に採用されていることからも、像の減少とGHQは特に関係はない。戦前の像は青銅製のものが多いが、ほとんどが第二次世界大戦中の金属供出によって撤去されたため、混同されたものと考えられる。
金属供出に際して、教育的配慮として、教師や児童の立会いの下で像にたすきをかけて壮行式を挙行し、戦地に送り出したり、撤収後の台座に「二宮尊徳先生銅像大東亜戦争ノタメ応召」の札が立てられたこともあった。
半藤一利は、像が金属供出される前の時期に、銅像の本に書かれている内容を調べたことがある。各学校によって刻まれた文字が異なり、「忠孝」の二文字、または『論語』や『教育勅語』の一節が刻まれるもの、あるいは白紙のものまであったと記している。
石像はその後の時代も残った。また、残った台座の上に、新たに銅像やコンクリート像などがつくられることもあった。像のように薪を背負ったまま本を読んで歩いたという事実が確認できないことと、児童が像の真似をして本を読みながら道路を歩くと交通安全上問題があることから、1970年代以降、徐々に撤去され、像の数は減少傾向にあるほか、「現在の児童の教育方針に合わない」などの理由で、破損しても補修に難色を示す教育委員会もある。岐阜市歴史博物館調べによると、市内の小学校の55.1%に「二宮金治郎像」が存在し（2001年現在）、近隣市町村を含めると、58.5%の小学校に「二宮金治郎像」が存在する。また、平成15年（2003年）に小田原駅が改築され橋上化された際、デッキに尊徳の像が新しく立てられた。
2010年代に入って歩きスマホの危険性が社会問題になったが、この問題を受けて「いまいち一円会」が2016年に日光市立南原小学校に寄贈した石像は立像ではなく座像となっている。
アメリカ合衆国においても、ロサンゼルスのリトル・トーキョーに銅像が建てられている。
なお、学校の怪談では、「二宮金治郎像」が夜中の校庭を駆け回るという話が典型的に語られている。

### 記念館
尊徳記念館が神奈川県小田原市栢山にある。隣接して二宮尊徳生家がある。整備には真珠養殖で知られる御木本幸吉が支援した。また小田原市南町に公益財団法人報徳福運社が運営する報徳博物館がある。栃木県真岡市にも二宮尊徳資料館がある。

### 顕彰碑
荒廃した村を再建した尊徳の偉業を讃えて、茨城県桜川市真壁町（旧青木村）に顕彰碑が建てられている。

### 唱歌・歌謡曲
- 『二宮金次郎』
- 『噫々二宮金次郎』（三波春夫）

### 関連作品
漫画
- ジョージ秋山『博愛の人』（小学館ビッグゴールド連載、1993～1996年）
- そにしけんじ『ねこねこ日本史』（実業之日本社）：Eテレテレビアニメ版の二宮尊徳（金次郎）を演じた声優は小林ゆう
- 本宮ひろ志『猛き黄金の国 二宮金次郎』（集英社グランドジャンプ連載、2021年～2022年）

小説
- 童門冬二『小説 二宮金次郎』（集英社文庫）
- 池波正太郎『尊徳雲がくれ』（『谷中・首ふり坂』収録、新潮文庫）

### 演じた人物
- 山本豊三 - 『二宮尊徳の少年時代』（1957年の映画）
- 青島幸男 - 『天下堂々』（日本放送協会、1973〜1974年）
- 林泰文 - 『二宮金次郎物語　愛と情熱のかぎり』（1998年の映画）
- 細山田隆人 - 『二宮金次郎物語　愛と情熱のかぎり』（少年時代）
- 筧利夫 - 『池波正太郎時代劇 光と影』第四話「二宮尊徳　秘話」（BSジャパン、2017年11月14日）
- 合田雅吏 - 『二宮金次郎』（2019年の映画）

## 史料
近代デジタルライブラリー
- 道歌集 / 二宮尊徳著、二宮尊親編、興復社、明治30年6月
- 興国論 / 二宮尊徳述、水沢屋、明治43年10月
- 報徳大学訓話 / 二宮尊徳述、千勝義重編、四三堂書房、明治44年6月
- 報徳記 / 富田高慶編、宮内省、明治16年12月
- 二宮尊徳翁 / 幸田露伴著、博文館、1903年 19版. （少年文学;第7編）